# Penne (pasta)
 For alternative betydninger, se Penne. (Se også artikler, som begynder med Penne)
Penne er en form for rør-formet pasta med skråtskårne ende. Penne er flertalsformen af det italienske ord penna, der betyder "fjer" eller "pen", som igen er afledt af det latinske penna, der betyder "fjer" eller "fjerpen". Formen på pastaen skal efterligne en fyldepens spids.
Penne kan have en klat overflade eller have langsgående riller. Typen minder om rigatoni, der dog typisk er større, og hvis ender er skåret vinkelret i stedet for skråt.